# We Shall Return
We Shall Return est un film dramatique américain réalisé par Philip S. Goodman, sorti en 1963.

## Fiche technique
- Titre : We Shall Return
- Réalisation : Philip S. Goodman
- Scénario : Pat Frank
- Dialogues : Mel Arrighi, Nick Lothar et Philip S. Goodman
- Production : Robert M. Carson
- Musique : Ed Summerlin
- Pays d'origine :  États-Unis
- Genre : Film dramatique
- Durée :
- Dates de sortie :

## Distribution
- Cesar Romero : Carlos Rodriguez
- Anthony Ray : Ramon Rodriguez
- Miguel O'Brien : Mario Rodriguez
- Linda Libera : Nina Ortiz
- Paul Daniel